# Koenigsegg Agera
La Koenigsegg Agera è un'autovettura sportiva, presentata nel 2010 e prodotta dalla casa automobilistica svedese Koenigsegg dal 2011 al luglio 2018.

## Tecnica e versioni

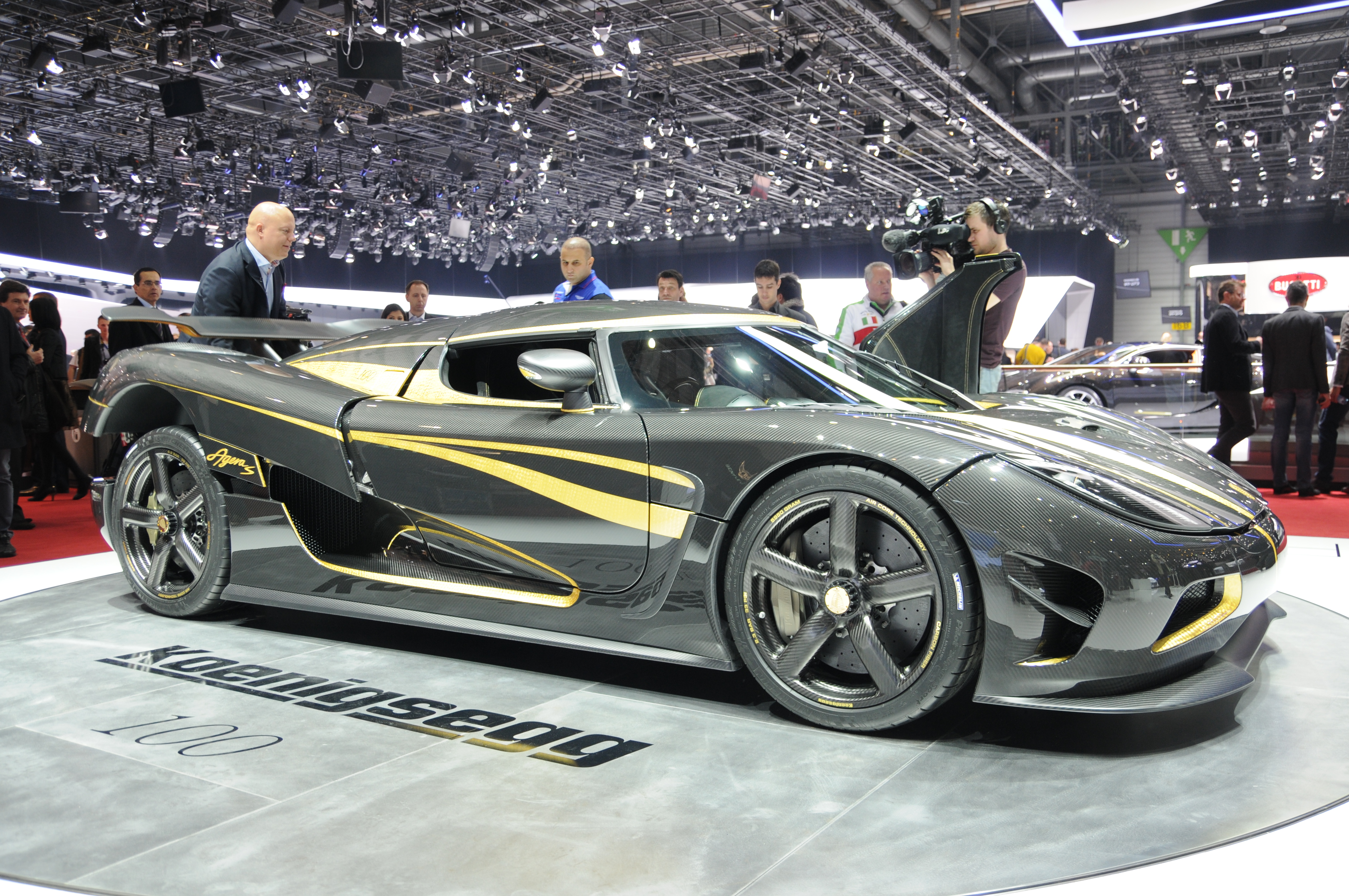
La Koenigsegg Agera S Hundra

All'inizio durante le fasi di sviluppo, la vettura era dotata di un motore V8 da 4,7 litri con doppio turbocompressore a geometria fissa, ma in seguito venne sostituito con un V8 biturbo da 5,0 litri. La Agera, presentata al salone di Ginevra nel marzo 2010, derivava tecnicamente dalla precedente CCX ma aveva la carrozzeria, gli interni e il propulsore inediti. 
Tutte le sue versioni sono dotate di un motore V8 biturbo da 5 litri ed hanno dimensioni e pesi simili, con un telaio in fibra di carbonio provvisto di honeycomb in alluminio.
La versione standard può erogare una potenza di circa 960 CV e può scattare da 0 a 100 km/h in 3 secondi, con una velocità massima dichiarata di oltre 390 km/h.

### Agera S
La Agera S è provvista di circa 1040 CV, raggiunge i 100 km/h da ferma in 2,9 secondi e può superare i 400 km/h di velocità (420 dichiarati). 
All'inizio del 2013 è stato prodotto lo chassis numero 100 Koenigsegg, una Agera S che, per l'occasione, è stata realizzata come pezzo unico, ribattezzato Hundra ("cento" in svedese). Questo esemplare presenta parti in oro a 24 carati su tutta la carrozzeria.

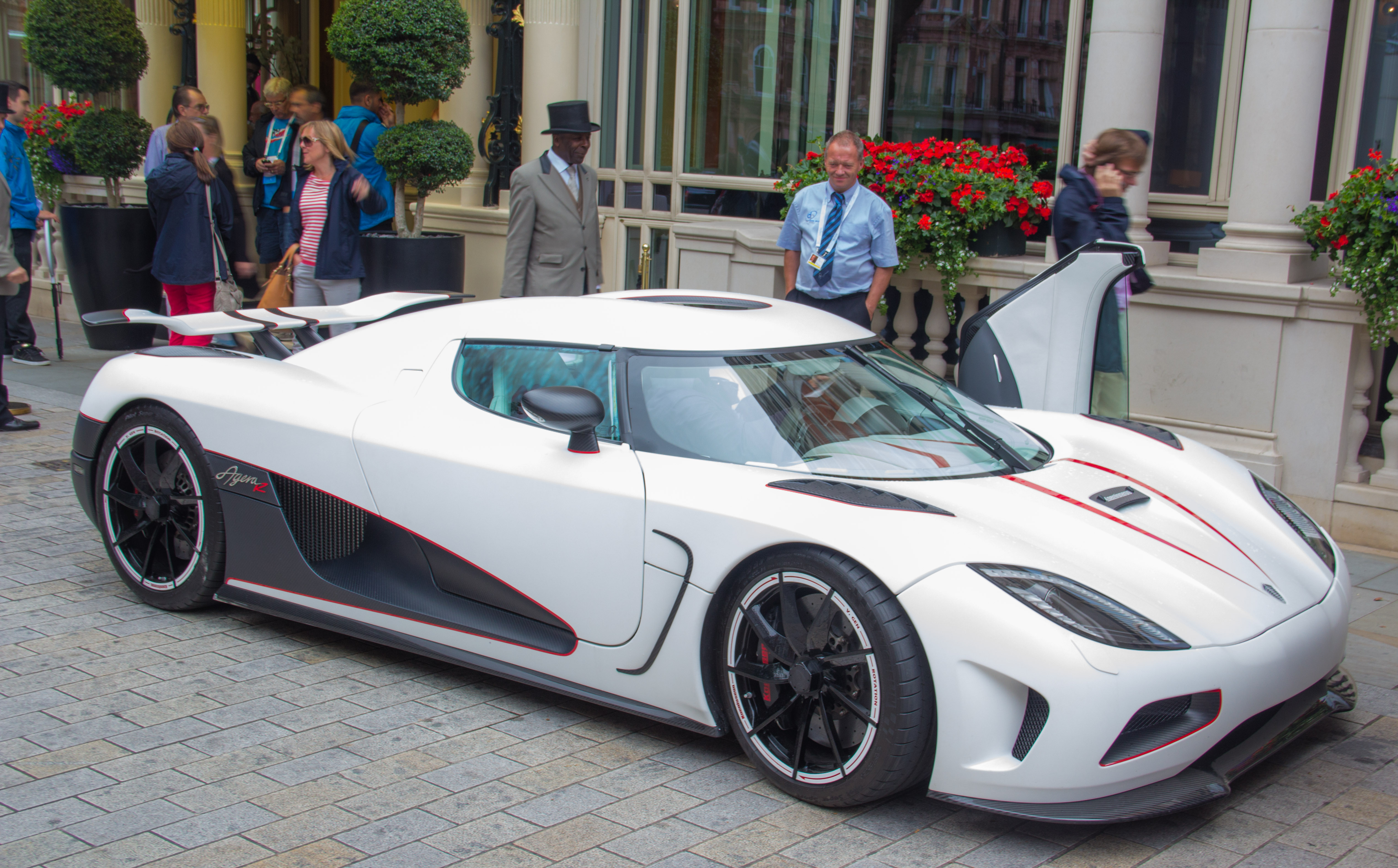
Agera R

### Agera R
La Agera R, introdotta nel 2011, con una potenza di quasi 1170 CV, uno scatto da 0 a 100 km/h in 2,8 secondi ed una velocità massima dichiarata di circa 440 km/h. Raccoglie l'eredità della CCXR per quanto riguarda la possibilità di alimentarla sia con benzina che con biocarburante E85.

### One:1
Nel 2014 è stata introdotta la One:1 e prodotta in 7 esemplari, è dotata di un propulsore V8 dalla potenza di 1340 CV con oltre 1000 N m di coppia gestito da un cambio automatico a sette rapporti, la vettura trae il proprio nome dal rapporto peso/potenza pari a 1/1. La carrozzeria aggiornata con un nuovo body kit aerodinamico è in fibra di carbonio e kevlar e avvolge un telaio monoscocca in fibra di carbonio e alluminio. L'impianto frenante è costituito da freni a disco carboceramici ventilati, mentre le sospensioni sono composte da doppi bracci trasversali, molle elicoidali, ammortizzatori regolabili e barre antirollio. Gli pneumatici equipaggiati sono Michelin Cup (nel prototipo, #106).

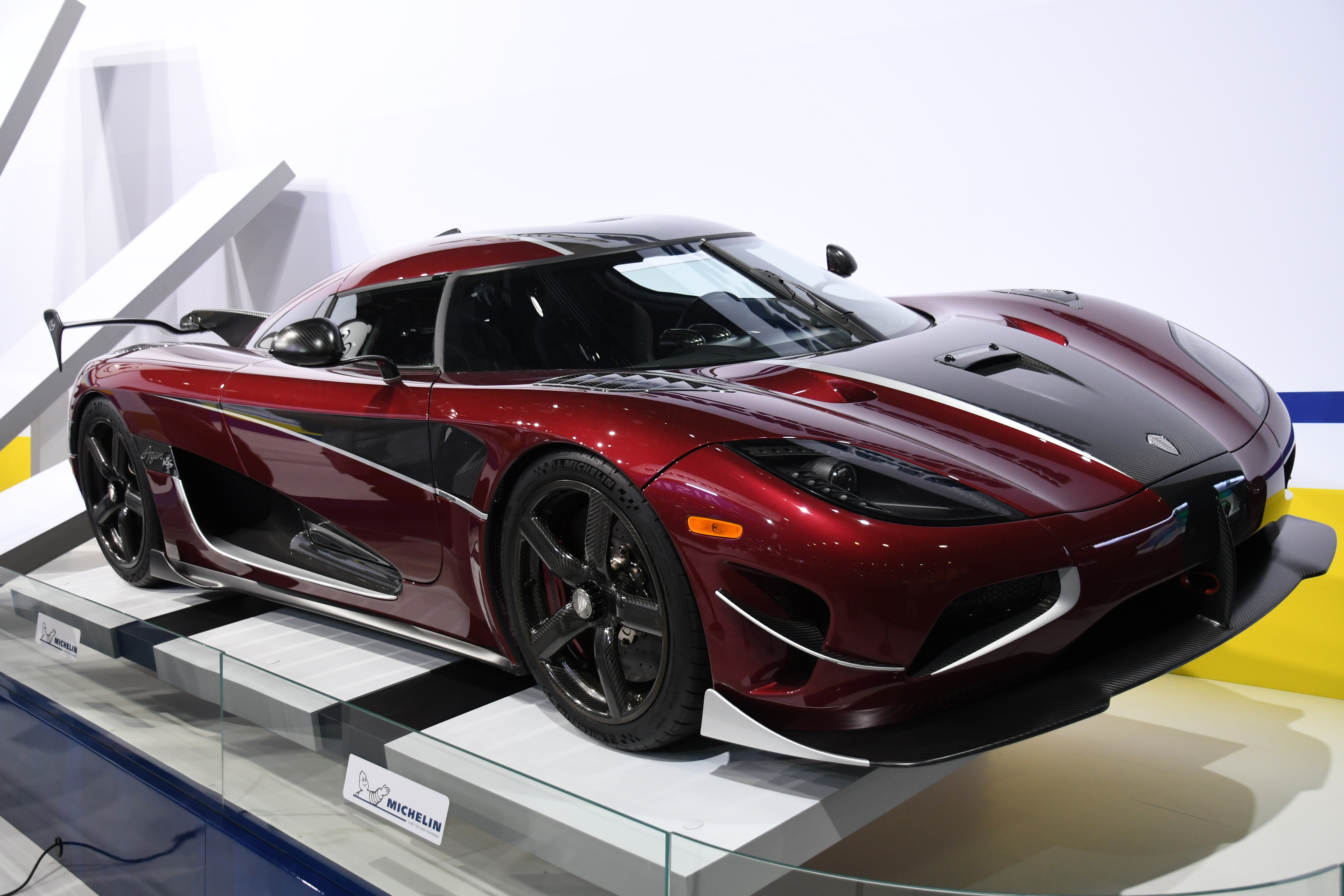
Una Koenigsegg Agera RS

### Agera RS
Nel 2015 è il turno della Agera RS, che il 6 novembre 2017, ai comandi del pilota collaudatore Niklas Lilja, ha battuto il record di velocità massima per una vettura di regolare produzione, che la Veyron Super Sport, progenitrice della Chiron, stabilì nel 2010 a quota 431.072 km/h, su una striscia di 11 miglia sulla route 160 tra Las Vegas e Pahrump nel deserto del Nevada, e nei due passaggi in senso opposto come richiesto dai regolamenti per compensare l'eventuale vento a favore, la sportiva Koenigsegg ha segnato una velocità media di 444.6 km/h, ma anche il picco massimo di 457 km/h.

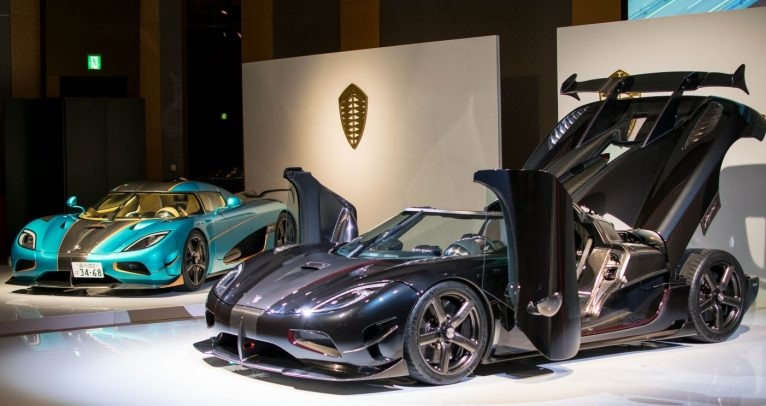
Agera RSR

### Agera RSR
Nel 2016 viene prodotta esclusivamente per il mercato nipponico in tre esemplari l'Agera RSR, dotata di 1160 CV e di un'accelerazione 0-100 in 2,8 secondi, 0-200 in 7 secondi e 0-400 in 20 secondi. Ha un kit estetico ispirato alla One:1 e segna la fine della produzione della Agera.